# Melomys bannisteri
Melomys bannisteri is een knaagdier uit het geslacht Melomys dat voorkomt op Kai Besar in de Kei-eilanden (Indonesië). Deze soort is zeer nauw verwant aan de Nieuw-Guinese soort Melomys lutillus en aan diens verwanten Melomys burtoni en Melomys frigicola. Er zijn vier exemplaren bekend, die gevangen zijn op drie verschillende plaatsen op het eiland.
M. bannisteri is groter dan de meeste van zijn verwanten, hoewel hij voor zijn geslacht in het algemeen niet erg groot is. De rug is bruin, de onderkant wit. De staart is van boven grijsbruin en van onderen grijs. De kop-romplengte bedraagt 111,6 tot 114,5 mm, de staartlengte 106,4 tot 117,6 mm, de achtervoetlengte 23,2 tot 25,5 mm, de oorlengte 12,8 tot 15,1 mm en het gewicht 45,0 tot 61,5 gram. Vrouwtjes hebben 0+2=4 mammae.